# Зоран Аковић
Зоран Аковић (Беране, 26. децембра 1985) црногорски је фудбалски голман, који је тренутно наступа за Зету.

## Трофеји и награде

### Екипно
Кечкемет
- Куп Мађарске: 2010/11.